# Cecilia Inés Cacabelos
Cecilia Inés Cacabelos De La Flor (n. 25 de noviembre de 1958-desaparecida en Buenos Aires, Argentina, 11 de octubre de 1976) fue una estudiante argentina secuestrada el 11 de octubre de 1976 durante la última dictadura militar del país. Cecilia fue detenida a los 17 años por hombres armados junto con su hermano José mientras se encontraba en una confitería sita en la calle Dorrego y Corrientes en Buenos Aires. Ambos posteriormente fueron trasladados al centro de detención clandestino de la Escuela de Mecánica de la Armada (ESMA).
Su caso fue mencionado durante la acusación final del Juicio de las Juntas en 1985 por el fiscal adjunto Luis Moreno Ocampo. El 29 de junio de 2013 se colocó una baldosa conmemorativa en honor a Cecilia en la Avenida Corrientes 6195, en el barrio de Chacarita.